# Nerefco
Nerefco (Netherlands Refinery Company) was een werkmaatschappij waarin Texaco en BP samenwerkten. BP en Texaco hadden hierin een belang van respectievelijk 65% en 35%. Vanaf 1 april 2007 is BP 100% eigenaar.
Nerefco had de beschikking over een raffinaderij in Pernis en in Europoort. De vestigingen werden voortaan Nerefco Europoort en Nerefco Pernis genoemd. De raffinaderij in Pernis werd in 1997 gesloten en de raffinaderijinstallaties en -gebouwen ontmanteld en gesloopt. Hier bleef alleen een gedeelte van de olieopslagtanks, de controlekamer van Oil Movement, de beladingssteigers voor binnenvaarttankers en de laadstraat voor tankwagens in bedrijf. De bevoorrading van Nerefco Pernis gebeurde vanuit Nerefco Europoort per pijpleiding, binnenvaarttankers en sporadisch per zeegaande tanker. Later werd op een deel van de Pernis site een aantal beladingssteigers in gebruik genomen door Argos Oil, die er ook olieopslagtanks bouwde. Op een ander gedeelte van het terrein werd een energiecentrale gebouwd.
Vanaf 1 april 2007 is BP 100% eigenaar van Nerefco. Het 31%-Texacoaandeel werd overgenomen voor zo'n US$ 900 miljoen. De naam van de Nerefcoraffinaderij in Europoort werd omgedoopt in BP Raffinaderij Rotterdam met nevenvestiging in Pernis. De raffinaderij heeft een capaciteit van 400.000 vaten aardolie per dag, dit is zo'n 19 miljoen ton op jaarbasis. Het produceert brandstoffen en grondstoffen voor de petrochemische industrie.